# Hans Bock (Richter)
Hans Bock (* 7. Februar 1903 in Hamburg; † 15. November 1991) war ein promovierter deutscher Jurist und Richter am Bundesgerichtshof.

## Leben
Bock war Oberlandesgerichtsrat in Hamburg, bis er am 7. Mai 1951 als Bundesrichter an den Bundesgerichtshof wechselte. Dort war er bis zu seinem Eintritt in den Ruhestand am 29. Februar 1968 tätig, zuletzt im Ia-Zivilsenat. Nach dem Tod seines Begründers Georg Benkard besorgte er die Fortführung des erstmals 1936 erschienenen, bis heute dessen Namen tragenden renommierten Kurzkommentars zum Patentgesetz (2023 in 12. Auflage) und war dessen Mitbearbeiter bis zur 6. Auflage.